# Ягудиил (линейный корабль, 1800)
«Ягудиил» — парусный 110-пушечный линейный корабль Черноморского флота Российской империи.

## История службы
Корабль «Ягудиил» был заложен в Херсоне и после спуска на воду в 1801 году вошёл в состав Черноморского флота и перешёл в Севастополь.
В составе эскадры находился в практическом плавании в Чёрном море в 1802 году. 
Принимал участие в русско-турецкой войне. 8 апреля 1807 года в составе эскадры контр-адмирала С. А. Пустошкина с десантом на борту вышел из Севастополя к Анапе. Однако 11 апреля разыгрался сильный шторм, в результате которого многие корабли получили такие повреждения, что вынуждены были вернуться в Севастополь. 21 апреля эскадра вновь вышла из Севастополя и к 27 апреля прибыла к Анапе. 29 апреля корабли эскадры высадили десант, взявший крепость, и 12 мая вернулись в Севастополь. 
31 мая «Ягудиил» в составе эскадры контр-адмирала С. А. Пустошкина вышел из Севастополя. К 6 июня эскадра подошла к Трапезунду. 11 июня корабли, став на якорь, бомбардировали крепость и высадили десант. 12 июня ввиду превосходства противника в войсках десант был снят с берега, эскадра ушла в Феодосию, а 10 июля вернулась в Севастополь.
С 27 июня по 15 августа 1811 года в составе эскадры вице-адмирала P. P. Галла выходил в крейсерство в район Варна к проливу Босфор.
После 1812 года «Ягудиил» разобран.

## Командиры корабля
Командирами линейного корабля «Ягудиил» в разное время служили:
- В. Ф. Писарев (1801 год);
- К. С. Леонтович (1802 год);
- Ф. Ф. Мессер (1807 год);
- И. И. Стожевский (1810 год);
- Ф. Ф. Беллинсгаузен (1811 год).